# 버티고 코믹스

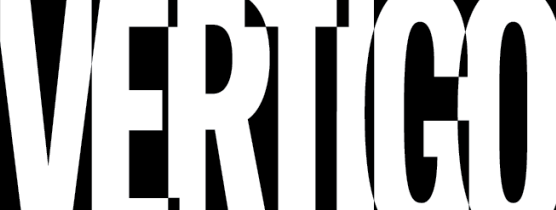

버티고(Vertigo)는 DC 코믹스 산하의 만화책 회사이다. 폭력, 마약, 선정, 공포 등의 내용을 주로 다룬다.

## 같이 보기
- 성인 만화